# Franco Baresi
Franco Baresi (født 8. maj 1960) er en tidligere italiensk fodboldspiller, der i hele sin klubkarriere (1977-1997) var knyttet til det italienske hold AC Milan, i hvilken klub han spillede mere end 700 kampe. Han nåede i perioden 1982-1994 at spille 81 landskampe uden scoringer.